# Хавченко Пелагія Федорівна
Пелагія (Поліна) Федорівна Хавченко  — радянська партійна діячка, 2-й секретар Ізмаїльського обласного комітету КП(б)У, 1-й секретар Темниковського і Ромодановського райкомів ВКП(б) Мордовської АРСР.

## Біографія
Член ВКП(б).
У 1941—1943 роках — 1-й секретар Темниковського районного комітету ВКП(б) Мордовської АРСР.
У 1943—1945 роках — 1-й секретар Ромодановського районного комітету ВКП(б) Мордовської АРСР.
До березня 1948 року — керівник пропагандистської групи Управління пропаганди і агітації ЦК КП(б)У.
У березні (затв.) 1948 — січні 1949 року — 2-й секретар Ізмаїльського обласного комітету КП(б)У.
З січня по серпень 1949 року — секретар Ізмаїльського обласного комітету КП(б)У.
На 1953—1954 роки — завідувач відділу пропаганди і агітації Ворошиловградського міського комітету КПУ.
На 1960-1963 роки — директор вечірнього університету марксизму-ленінізму Луганського міського комітету КПУ.
Подальша доля невідома.

## Нагороди
- орден «Знак Пошани» (7.03.1960)
- медалі